# Oberto II
Oberto II (Otbertus, Otbert, zm. po 1014) - książę Luni, syn i następca Oberta I. Początkowo rządził wraz z bratem Adalbertem. Jego władztwo rozciągało się na obszar hrabstwa Mediolanu, Genui i Bobbio. W 1002 poparł rebelię Arduina z Ivrei.
Potomstwo:
- Albert Azzo I (zm. po 1029) - książę Luni, Genui, Tortony i Mediolanu
- Hugon (zm. po 29 stycznia 1029) - margrabia Mediolanu
- Berta - żona Arduina z Ivrei 15 lutego 1002 roku koronowanego na króla Włoch, w dokumencie z 25 marca 1002 roku występuje jako królowa i małżonka Arduina.
- Adalbert IV (zm. po 1029)
- Obizzo (zm. po 28 stycznia 1060)
- Berta (ok. 997 - po 29 grudnia 1037/1040) - żona Ulryka Manfreda II, margrabiego Turynu[1]